# Ilyodrilus frantzi
Ilyodrilus frantzi är en ringmaskart som beskrevs av Brinkhurst 1965. Ilyodrilus frantzi ingår i släktet Ilyodrilus och familjen glattmaskar.

## Underarter
Arten delas in i följande underarter:
- I. f. frantzi
- I. f. capillatus